# De Vrouw 1813-1913

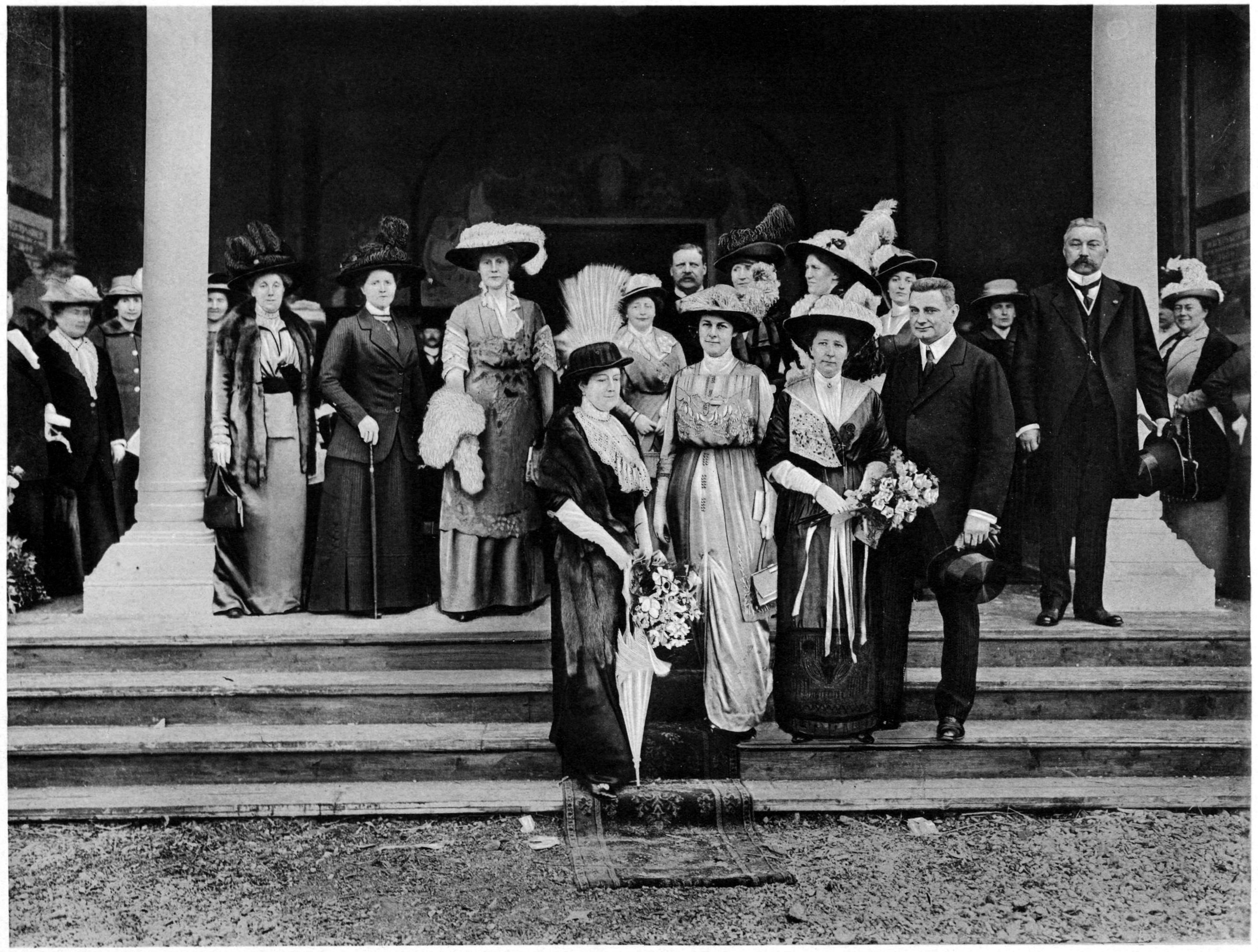
Bij de opening van de tentoonstelling; op de voorgrond mevrouw Van Loon-Egidius (links) en Mia Boissevain (rechts). Tussen hen in Rosa Manus, rechts op de trap minister Talma en Commissaris van de Koningin Van Leeuwen bij de pilaar.

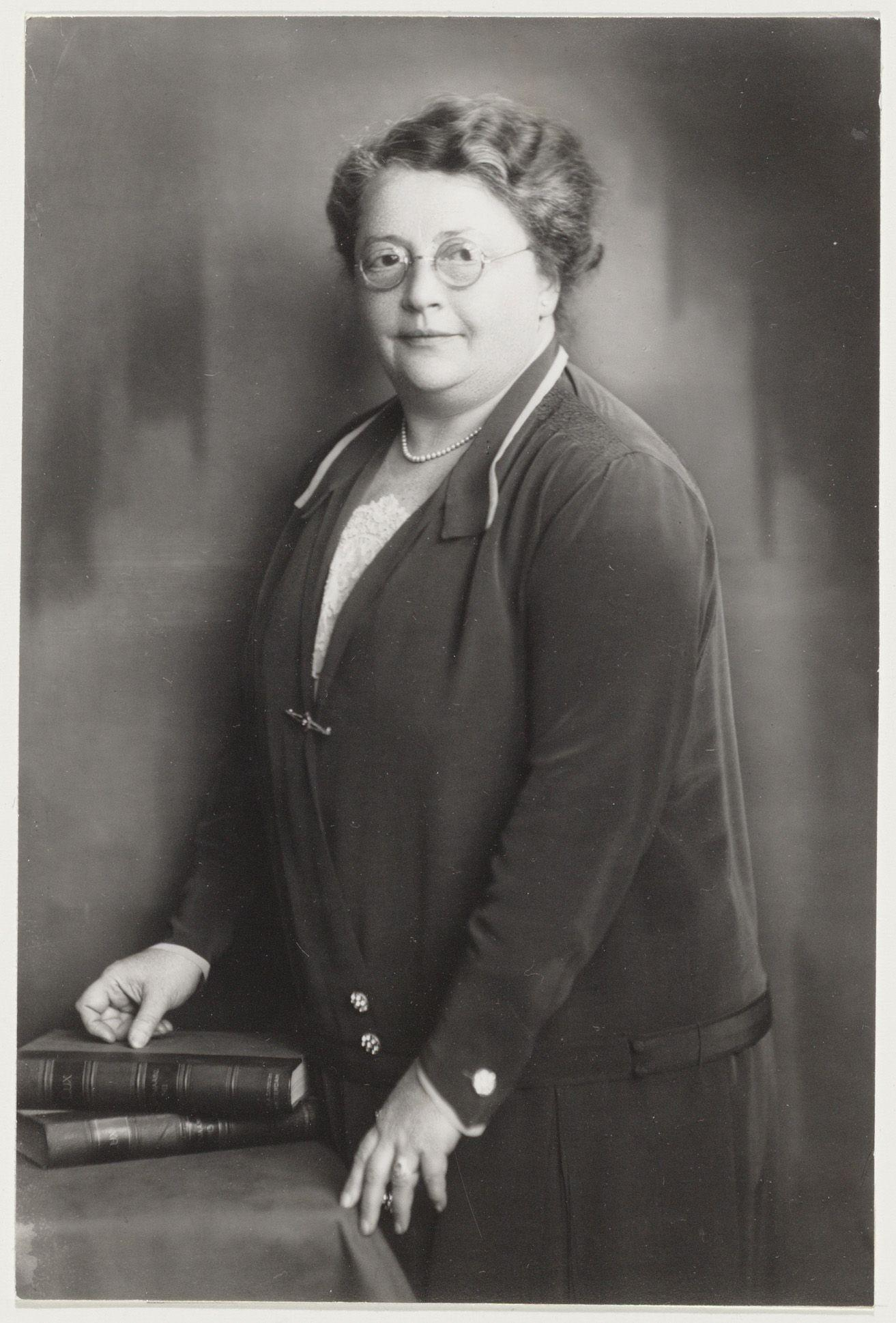
Rosa Manus een van de initiatiefnemers van de tentoonstelling. Uit de Collectie IAV - Atria

De Vrouw 1813-1913 was een tentoonstelling die van 2 mei tot 30 september 1913 werd gehouden op het terrein van Meerhuizen aan de Amsteldijk in Amsterdam.

## Geschiedenis
In 1913 was het 100 jaar geleden dat Nederland was bevrijd van de Franse bezetters en er werden diverse activiteiten gepland om dat te vieren. In dat jaar vonden bovendien verkiezingen plaats en werd het Vredespaleis geopend. In 1912 namen feministes Rosa Manus en Mia Boissevain het initiatief tot een vrouwententoonstelling in het jubileumjaar. Doel was te laten zien wat de vrouw in de 100 jaar sinds de bevrijding had bereikt. Een eventuele winst zou worden gebruikt voor de oprichting van een coöperatieve bank voor vrouwen. Daarnaast wilden Manus en Boissevain, beiden lid van de Vereeniging voor Vrouwenkiesrecht, de tentoonstelling gebruiken om het belang van vrouwenkiesrecht onder de aandacht van een groter publiek te brengen. Het was niet de eerste vrouwententoonstelling, in 1898 werd ter gelegenheid van de inhuldiging van koningin Wilhelmina in Den Haag de Nationale Tentoonstelling van Vrouwenarbeid georganiseerd. De verschillende thema’s van de tentoonstellingen weerspiegelden grotere veranderingen binnen eerste feministische golf. Begin 20e eeuw verschoof de aandacht van veel feministes van vraagstukken omtrent vrouwenarbeid grotendeels naar het bemachtigen van vrouwenkiesrecht.
De Vrouw 1813-1913 trok vergelijkingen tussen het leven en de sociale positie van de vrouw in 1813 en 1913 op diverse gebieden als huishouding, kiesrecht, letteren, maatschappelijk werk, sport en vrouwenarbeid. Naast de hoofdcommissie werden 24 subcommissies gevormd, die verantwoordelijk waren voor een van de onderwerpen. Er werd voor de tentoonstelling een 'Huis 1813' en een 'Huis 1913' ingericht. Het laatste werd ontworpen door Margaret Staal-Kropholler, onder het pseudoniem 'Greta Derlinge'.
Wilhelmina Drupsteen won de ontwerpwedstrijd voor een affiche, haar ontwerp 'Paars en groen' werd ook gebruikt voor de tentoonstellingscatalogus. Zij maakte daarnaast wandschilderingen voor de entreehal.  

## Tentoonstelling
De opening van de tentoonstelling op 2 mei 1913 startte met een rede door initiatiefneemster Mia Boissevain, in aanwezigheid van onder anderen Thora van Loon-Egidius, als vertegenwoordigster van de koningin, minister Syb Talma en Commissaris van de Koningin Van Leeuwen. De tentoonstelling werd officieel geopend door mevrouw Röell-barones De Vos van Steenwijk, echtgenote van burgemeester Antonie Röell. Koningin Wilhelmina, die ten tijde van de opening in Duitsland verbleef, bezocht de tentoonstelling op 15 mei en op 16 augustus. Op 30 september 1913 werd de tentoonstelling gesloten, in totaal kwamen zo'n 200.000 mensen een kijkje nemen.

### Beeldende kunsten
Voor de tentoonstelling van de afdeling beeldende kunsten mochten kunstenaressen uit het hele land werk insturen, maximaal vier stuks die niet eerder in Amsterdam te zien waren. Ze betaalden drie gulden voor deelname en eventuele transportkosten van de werken. Van de 667 ingezonden stukken werden uiteindelijk 357 door de subcommissie uitgekozen, waaronder 29 sculpturen. Er was op de tentoonstelling werk te zien van 181 vrouwen. Er werden onderscheidingen toegekend, de medaille 1e klasse ging naar schilderes Marie Robert-Jansen en beeldhouwster Rachel van Dantzig. Algemene kritiek was dat de tentoonstelling te weinig vernieuwend was en geen impact had voor de positie van de vrouw in de beeldende kunsten.

### Koloniaal leven
Ter gelegenheid van de tentoonstelling verscheen de bundel Van Vrouwenleven, 1813-1913. Ontwikkelingsgang van het leven en werken der vrouw in Nederland en de koloniën, van Anna van Hogendorp, met bijdragen van Jeltje de Bosch Kemper, M.W. Maclaine Pont en V.C. van der Meer van Kuffeler.

### Vrouwenkiesrecht
Hoewel Manus en Boissevain de tentoonstelling benaderden als een platform waarop vrouwenkiesrecht aangekaart kon worden, moesten ze tijdens de organisatie veel water bij de wijn doen om de verschillende betrokkenen tevreden te houden en de boodschap toegankelijk te maken voor een groot publiek. Zo verloor vrouwenkiesrecht haar centrale positie binnen de tentoonstelling en werd de focus gelegd op de afdeling Statistiek. Desalniettemin kreeg het onderwerp vrouwenkiesrecht een eigen ruimte waarin onder andere een vergelijking werd getrokken tussen Nederland en andere landen (met en zonder vrouwenkiesrecht). In deze zaal werden om de beurt lezingen verzorgd door de Vereeniging voor Vrouwenkiesrecht, de Nederlandsche Bond voor Vrouwenkiesrecht en de Mannenbond voor Vrouwenkiesrecht. Tevens werd de tentoonstelling bezocht door prominente internationale feministes als Carrie Chapman Catt en Anna Howard Shaw.

## Subcommissies

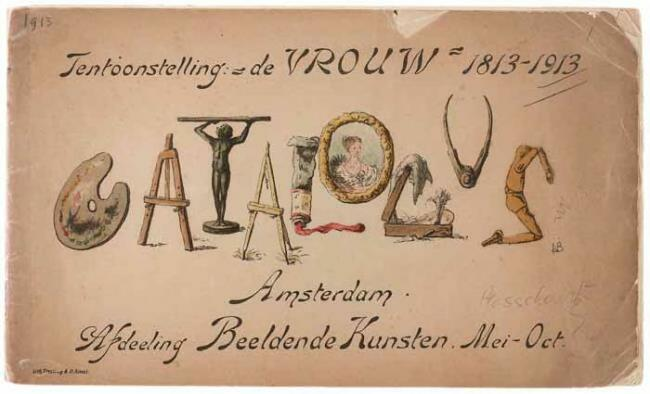
Ontwerp van Nelly Bodenheim voor de catalogus van de Afdeling Beeldende Kunsten

Er werden 24 subcommissies samengesteld, waaronder:
- Bank- en kantoorwezen: Clara Meijers (voorzitter)[7], Maria Bouwmeester
- Beeldende kunsten: Thérèse Schwartze (presidente), Jo Schreve-IJzerman (vicepresidente), Agnieta Gijswijt (penningmeester), Hendrika Schaap-van der Pek (secretaris), Lizzy Ansingh, Nelly Bodenheim, Jacoba van Heemskerck, Geesje Mesdag-van Calcar, Suze Robertson, Georgine Schwartze en Marie Wandscheer.[8] De subcommissie was vooral verantwoordelijk voor het inrichten van een tentoonstelling, maar werd ook betrokken bij de jurering van de ontwerpwedstrijd voor een affiche. Nelly Bodenheim maakte het ontwerp voor de catalogus van de afdeling Beeldende Kunsten.[9]
- Historie: Johanna Naber, Nelly Bodemheim, Willy Drupsteen, Dinah Kohnstamm, Cato Neeb, Greet te Winkel. Deze commissie moest een beeld geven van het leven van de vrouw in 1813.[10]
- Kinderlectuur: Ida Heijermans (voorzitter), Suze Groshans, H.G. Gunning-de Vries, Annie Gebhart, H.A. Heijermans, Nienke van Hichtum, Nellie van Kol, Nelly Bodenheim, Rie Cramer en Berhardina Midderigh-Bokhorst[11]
- Koloniën
- Letterkunde en Toneel: Carry van Bruggen (presidente), Marie Elise Loke (vicepresidente), Annie Salomons (penningmeester), Cornelia Serrurier (secretaris), Caroline van Dommelen en Annie Oppenheim.
- Onderwijs
- Wetenschap, Spel en Sport: Jeanette van den Bergh van Eysinga-Elias
- Toegepaste kunsten: Margaretha Verwey (voorzitter), Alise Monnickendam-Mouzin (vice-voorzitter), R. Dorfmeijer (secretaris), Gerarda Rueter-de Lang (penningmeester), Bertha Bake, Tjeerdtje Slothouwer, Françoise Baanders-Fockema, Louise Wildt[10]